# Cyrtodactylus pseudoquadrivirgatus
Espèce
Cyrtodactylus pseudoquadrivirgatus est une espèce de geckos de la famille des Gekkonidae.

## Répartition
Cette espèce est endémique de la province de Thừa Thiên-Huế au Viêt Nam.

## Publication originale
- Rösler, Nguyen, Vu, Ngo & Ziegler, 2008 : A new Cyrtodactylus (Squamata: Gekkonidae) from Central Vietnam. Hamadryad, vol. 33, n. 1, p. 48–63.